# Gorni Vărpișta, Gabrovo
Gorni Vărpișta (în bulgară Горни Върпища) este un sat în comuna Dreanovo, regiunea Gabrovo,  Bulgaria. 

## Demografie
Componența etnică a satului Gorni Vărpișta
     Bulgari (66,66%)
     Nicio identificare (33,33%)
     Altele (0%)
La recensământul din 2011, populația satului Gorni Vărpișta era de 6 locuitori. Din punct de vedere etnic, majoritatea locuitorilor (66,66%) erau bulgari. Pentru 33,33% din locuitori nu este cunoscută apartenența etnică.